# Edison Braga
Edison Braga ou Edson Braga é um diretor de telenovelas brasileiro. Foi responsável por alguns sucessos como  Mulheres de Areia, Os Inocentes e A Viagem ambas de Ivani Ribeiro na Rede Tupi.

## Trabalhos como diretor
- 1968 - Beto Rockfeller (Tupi)[carece de fontes?]
- 1972 - Signo da Esperança (Tupi)[carece de fontes?]
- 1973 - Mulheres de Areia (Tupi)[1]
- 1974 - Os Inocentes (Tupi)[2]
- 1975 - Ovelha Negra (Tupi)[3]
- 1975 - A Viagem (Tupi)[4]
- 1976 - O Julgamento (Tupi)[5]
- 1976 - Papai Coração (Tupi)[6]
- 1977 - Um Sol Maior (Tupi)[7]
- 1979 - Gaivotas (Tupi)[8]
- 1980 - A Deusa Vencida  (Bandeirantes)[9]
- 1981 - O Vento do Mar Aberto (TV Cultura)[10]
- 2000 - Alves dos Reis (RTP)[carece de fontes?]
- 2001 - Acampamento Legal (Rede Record)
- 2007 - Projeto Lírios (TV Mundo Maior)[11]